# Hamdi Kasraoui
Hamdi Kasraoui (Sousse, 28 januari 1983) is een Tunesisch voetbaldoelman die sinds 2014 voor Stade Tunisien uitkomt. Voordien speelde hij voor Espérance Sportive de Tunis in zijn thuisland.
Kasraoui speelde sinds 2005 36interlands voor de Tunesische nationale ploeg.